# Neuenkirchen (Rügen)
Neuenkirchen (Rügen) este o comună din landul Mecklenburg-Pomerania Inferioară, Germania. Comuna este situată pe insula Rügen de la Marea Baltică.
1. ↑  Alle politisch selbständigen Gemeinden mit ausgewählten Merkmalen am 31.12.2018 (4. Quartal) (în germană), Statistisches Bundesamt[*], arhivat din original la 10 martie 2019, accesat în 10 martie 2019